# Raymond Duchamp-Villon
Raymond Duchamp-Villon (5. listopadu 1876 Damville jako Pierre-Maurice-Raymond Duchamp – 9. října 1918 Cannes) byl francouzský sochař. Patří k zakladatelům kubismu v sochařství. Byl bratrem malíře Marcela Duchampa.

## Životopis
Narodil se v umělecky založené středostavovské rodině. Kromě něj se výtvarnému umění věnovali ještě další tři sourozenci: malíři Jacques Villon, Suzanne Duchamp a nejznámější ze sourozenců, malíř, spisovatel, sochař a šachista Marcel Duchamp. Raymond studoval v letech 1895–1898 na Sorbonně lékařství, vzhledem k chronické revmatické nemoci musel studia zanechat. Rozhodl se, že se stane sochařem.

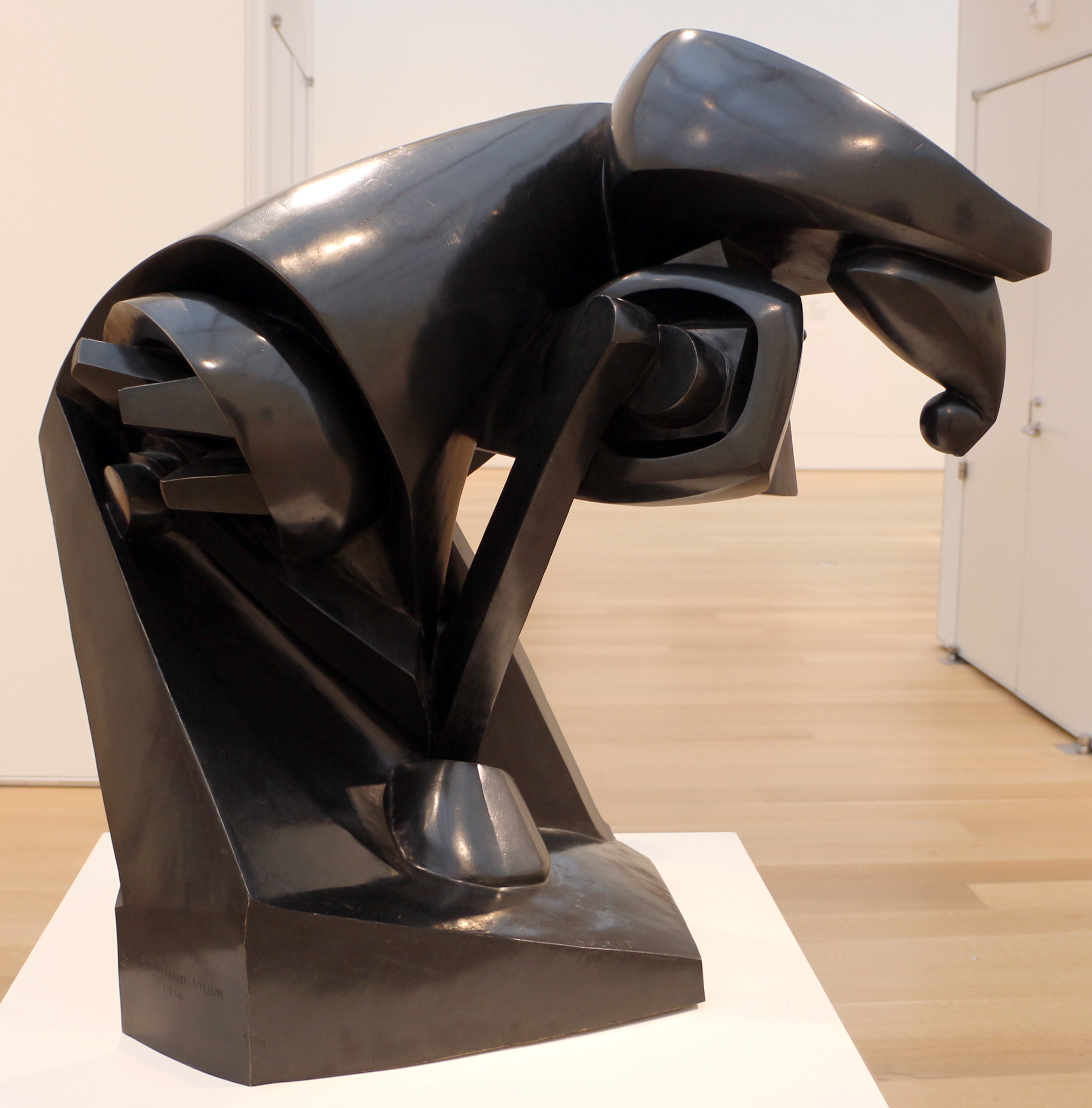
Kůň

 Zprvu byl pod Rodinovým vlivem. Od roku 1902 se účastnil salonů Société Nationale des Beaux-Arts a Podzimního salonu v Paříži; v té době byl stále pod vlivem neoklasicismu. O kubismus se začal intenzívně zajímat okolo roku 1910. Rok nato se stal jedním ze zakládajících členů neformální Skupiny Puteaux, pojmenované podle města u Paříže. Tři bratři Duchampové zde bydleli, jejich sousedem byl František Kupka, který na setkání umělců také občas docházel. Scházívali se zde mj. Jean Metzinger, Albert Gleizes, Fernand Léger a další. V roce 1912 se spolu s bratrem Marcelem zúčastnil výstavy v pařížské Galerie La Boétie, kterou uspořádalo čerstvě založené sdružení výtvarníků s názvem Section d’Or (Zlatý řez). Tato skupina, jejímiž členy byli i Guillaume Apollinaire a Max Jacob, sehrála důležitou roli v šíření kubismu. Pro Spojené státy byla významná výstava Armory Show, která se uskutečnila roku 1913 v New Yorku. Spolu s americkými zde vystavovali také evropští výtvarníci. Veřejnost v USA měla možnost seznámit se na ní s nejnovějšími trendy v evropském umění. Duchamp-Villon zde vystavoval s oběma svými bratry. V témže roce spolu s Albertem Gleizesem zorganizoval výstavu První německý podzimní salon v Berlíně.

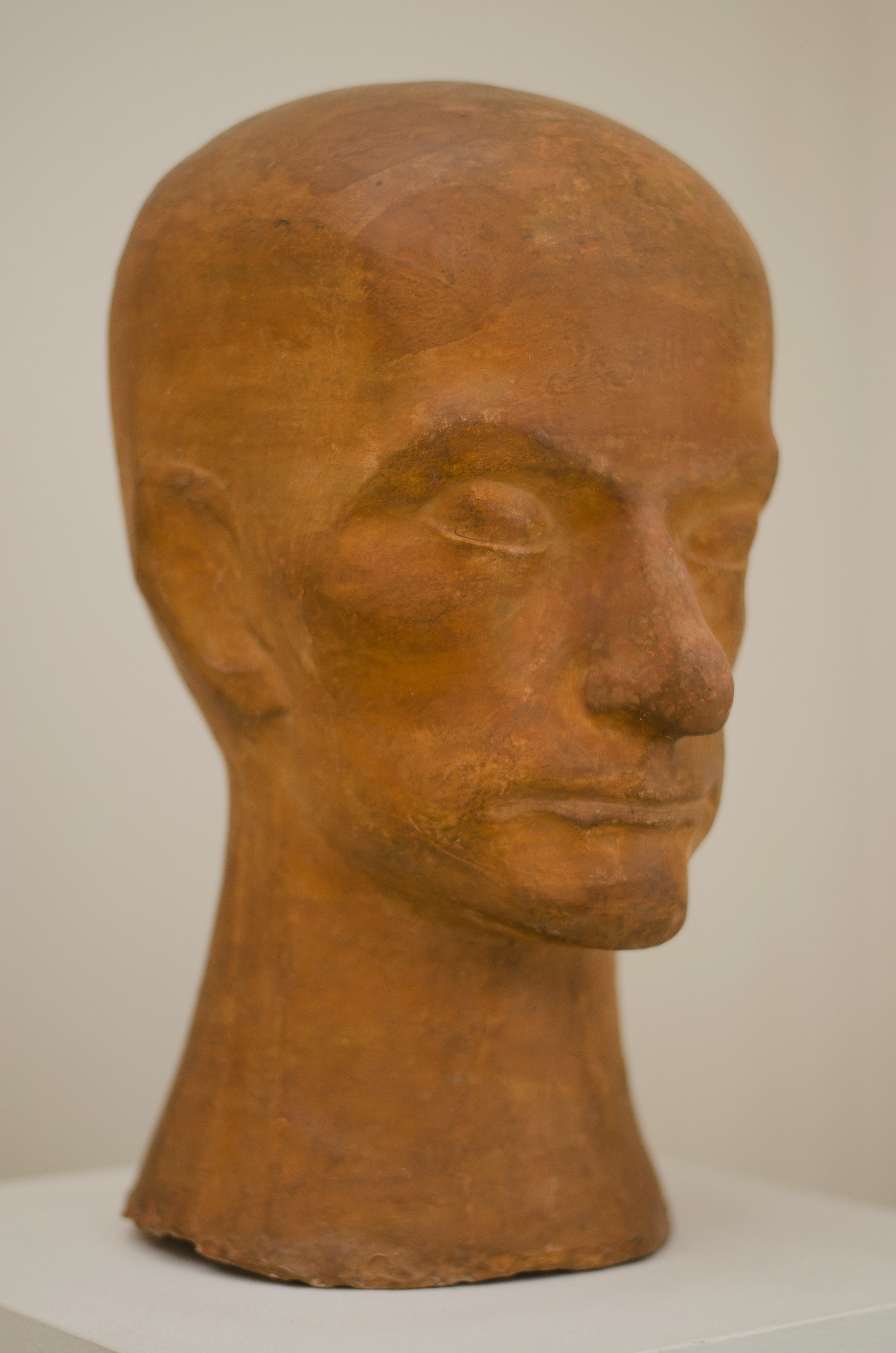
Baudelaire

Roku 1914 vystavoval Duchamp-Villon také v Praze. Bylo to na 45. výstavě Spolku výtvarných umělců Mánes, která probíhala od února do března v pavilonu pod Kinského zahradou. Představili se na ní evropští výtvarníci, kteří se časem stali klasiky moderního umění (např. Piet Mondrian, Raoul Dufy nebo Constantin Brâncuși). Pro české výtvarné umění měla výstava podobný význam jako Armory Show pro to americké. Duchamp-Villon zde vystavil plastiky Torzo z roku 1910 a o rok mladší Baudelaire, která je dnes ve sbírkách Centre Georges Pompidou.
Během první světové války sloužil Duchamp-Villon ve francouzské armádě jako sanitář. V zimě roku 1916, když jeho jednotka pobývala v Champagni, onemocněl na tyfus. Zbytek života strávil ve vojenské nemocnici v Cannes, kde také 9. října 1918 zemřel. Pohřbený je v rodinné hrobce v Rouenu.

## Dílo

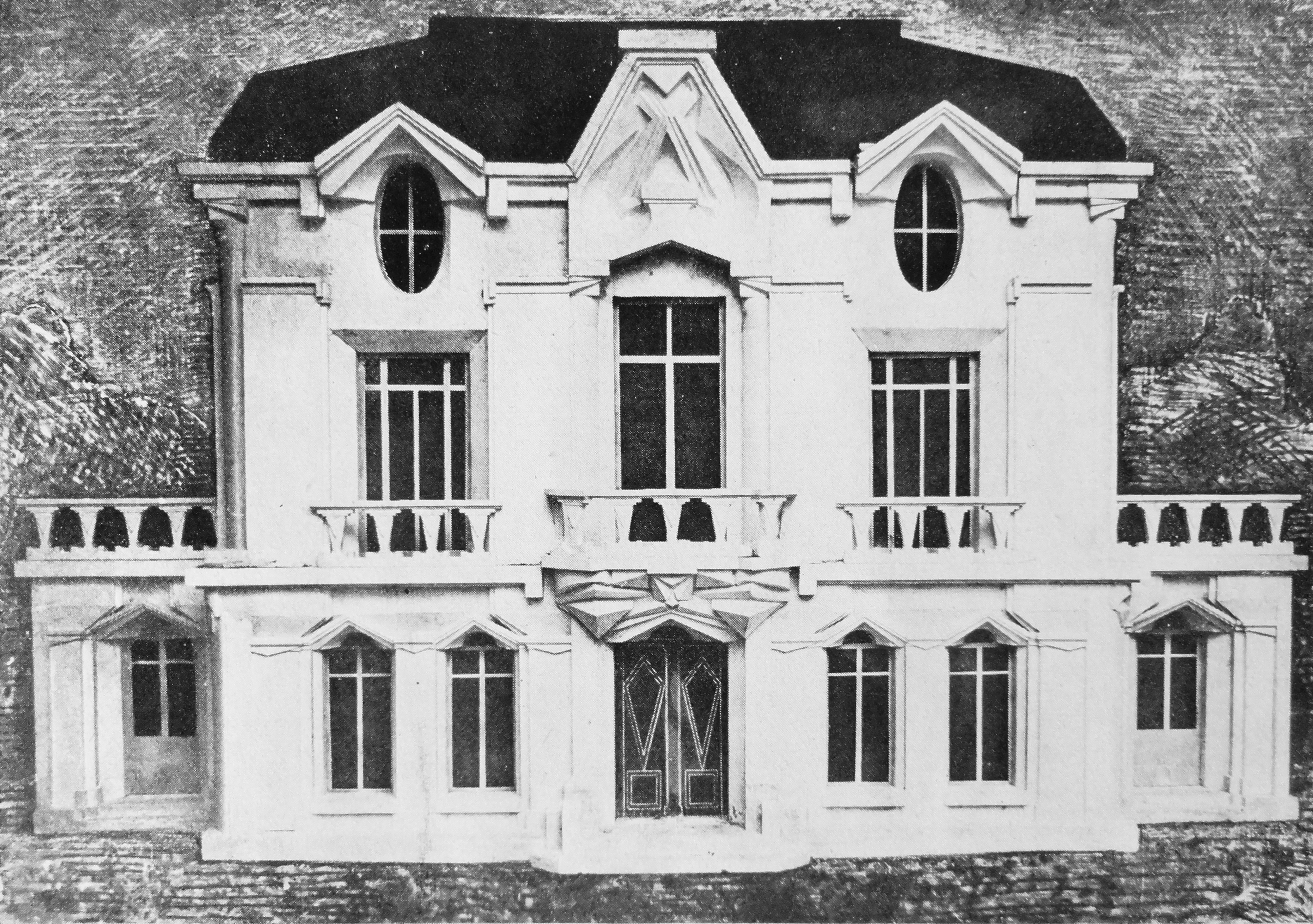
Projekt domu s kubistickými prvky na fasádě z roku 1912

V prvních letech své činnosti byl Duchamp-Villon ovlivněn hlavně neoklasicismem a dílem Augusta Rodina. Poté, co se v roce 1910 seznámil s kubismem a futurismem, se jeho práce začala ubírat zcela jiným směrem. Duchamp-Villonova tvorba bývá považována za jakousi syntézu obou těchto uměleckých směrů. Typickou ukázkou je jedna z jeho klíčových plastik z názvem Kůň z roku 1914. Představuje napůl zvíře a napůl stroj. Svým odvážným abstraktním pojetím ovlivnila mnoho pozdějších sochařů. Duchamp-Villon byl také jediný francouzský výtvarník, který se pokusil aplikovat principy kubismu do architektury. V roce 1912 vystavil maketu domu s kubistickým tvaroslovím na fasádě, na jejímž vypracování se podílel rovněž architekt André Mar. Naproti tomu v Čechách se v architektuře v tvorbě Pavla Janáka, Josefa Gočára, Josefa Chochola a dalších kubismus výrazně projevil.